# 아폴로 8호
아폴로 8호(Apollo 8)는 지구 바깥의 천체를 탐사한 최초의 유인 우주선이다. 이 미션은 NASA 아폴로 계획 유인 미션 중 두 번째였으며, 동시에 새턴 V에 사람을 실어 쏘아 올린 최초의 임무였다. 아폴로 8호의 달 착륙선 조종사 윌리엄 앤더스는 완전한 달 궤도를 돌면서, 달 뒷면을 직접 목격한 인류 최초의 인물이 되었다.
원래 아폴로 8호 미션은 지구 저궤도 달 착륙선/사령선 시험 비행을 목적으로 계획되었지만, 비행 계획이 연기된 뒤 달 주위를 공전하는, 더 대담한 방향으로 전환되었다. 새로운 미션의 프로파일, 진행 과정, 승무원의 자격 요건 등은 매우 짧은 시간 내에 준비 과정 및 훈련을 마치도록 설계되었다.
1968년 12월 21일 발사 후, 아폴로 8호는 사흘 만에 달에 도착하였다. 궤도를 도는 20시간 중 승무원들은 크리스마스 이브 텔레비전 방송을 하였다. 이들은 성서의 창세기를 읽었는데, 이 순간 미국 텔레비전 프로그램의 시청률은 역대 최고를 기록했다.
황량한 달에서, 생명으로 가득 찬 지구가 달 위로 뜨는 어스 라이즈(the Earthrise)를 처음으로 촬영했던 것도 이 임무 때였다. 달 궤도상에서는 사령선과 기계선의 시험을 행했다.
CIA의 첩보 위성에 의해 소련이 신형 로켓을 준비하고 있었던 것을 알아내어, 우주 개발 경쟁에서 소련에 뒤지고 있음을 느낀 미국은, 급히 예정을 변경해 아폴로 8호를 달의 주회 궤도를 돌게 하는 임무로 변경했다.
또 발사 전부터 영국 등 다른 나라 천문학자로부터 "터무니 없다"라는 소리도 들었다. 나중에 발생한 아폴로 13호의 사고 때는 달 착륙선이 붙어 있었기 때문에, 그곳을 임시 대피처로 쓸 수 있었으나, 아폴로 8호는 사령선만 있었기 때문에, 만약 아폴로 13호와 같은 사고가 일어나면 승무원은 생존하기 어려웠다. 또한, 원래 준비가 부족한 상태에서 발사를 강행하였으며, 달 왕복 궤도를 빗나가고 태양계를 헤맬 위험성도 컸다.
소련은 아폴로 8호의 발사에 12일 앞서(12월 9일 발사 예정이었음), 소유스 L1 계획으로 2인승 우주선의 달 왕복을 계획했으나, 1967년의 소유스 1호의 추락 사고(코마로프 우주비행사가 사망)때문에 소련 정부의 인가가 나오지 않아, 실시되지 않았다.

## 승무원
- 프랭크 보먼 - 선장
- 짐 러벨 - 사령선 조종사
- 윌리엄 앤더스 - 달 착륙선 조종사

### 백업 승무원
- 닐 암스트롱 - 선장
- 버즈 올드린 - 사령선 조종사
- 프레드 헤이스 - 달 착륙선 조종사

## 같이 보기
- 아폴로 8호 창세기 낭독

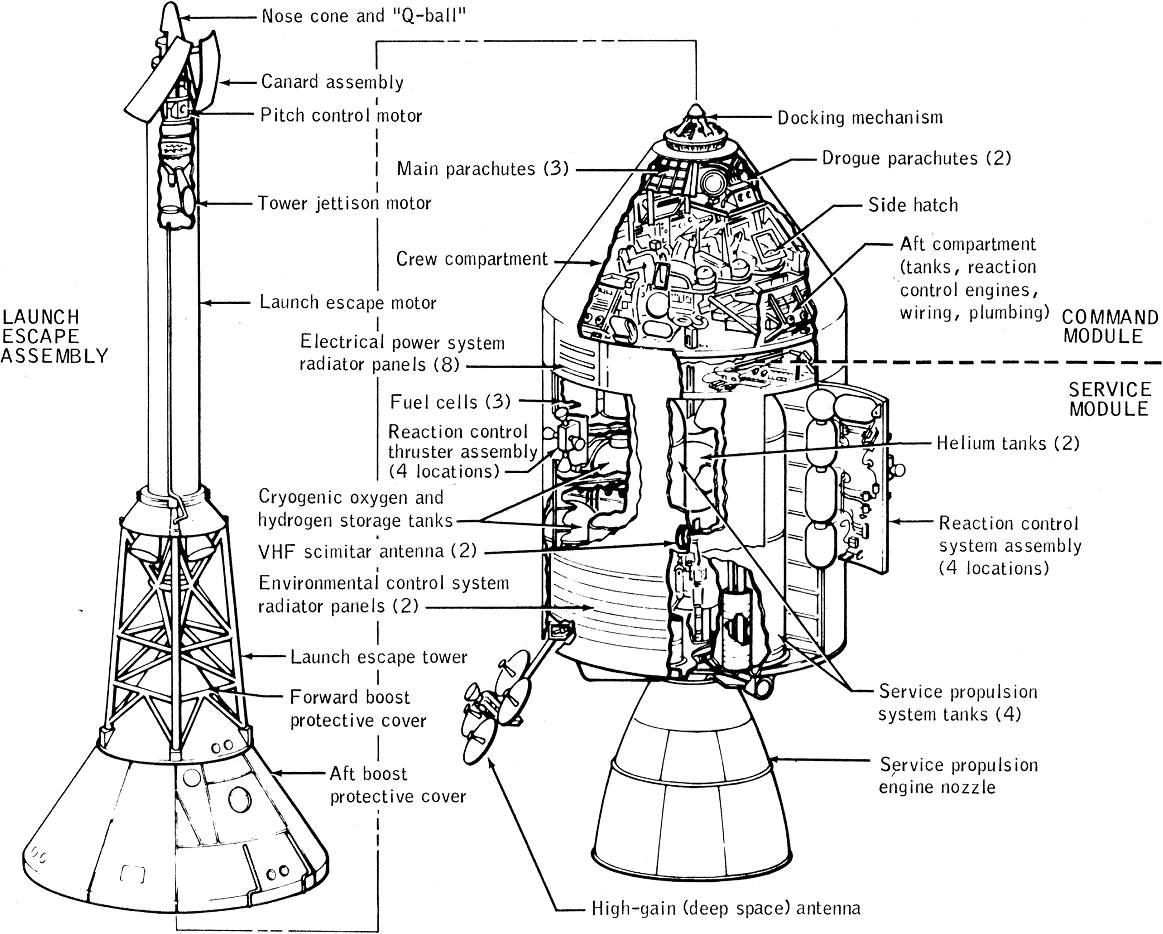
아폴로 사령선/기계선의 설계도
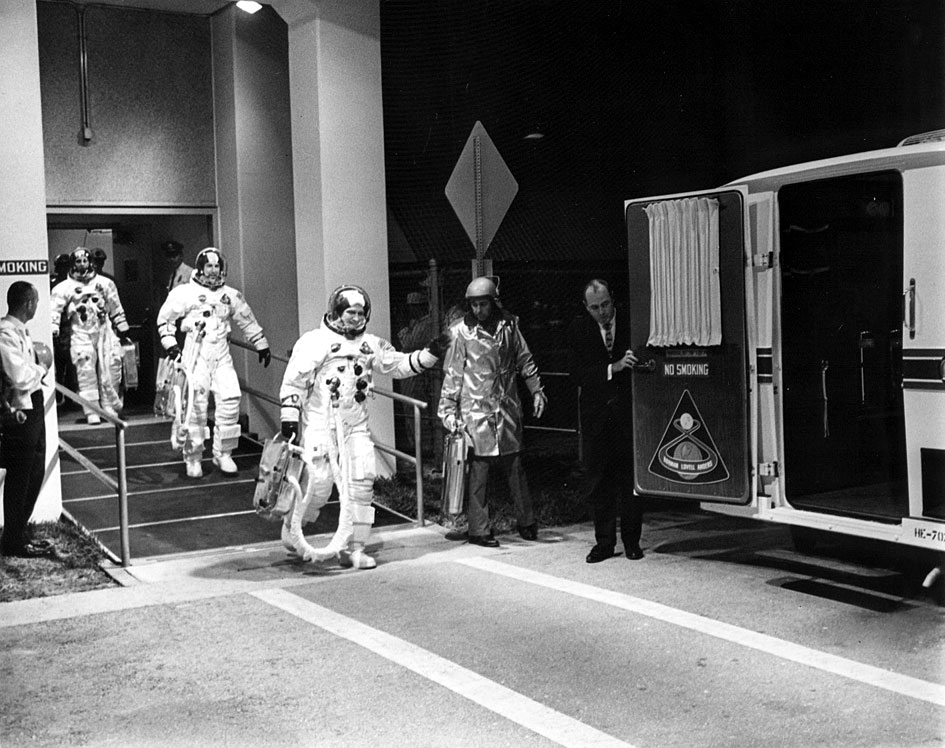
발사를 준비하는 아폴로 8호의 승무원
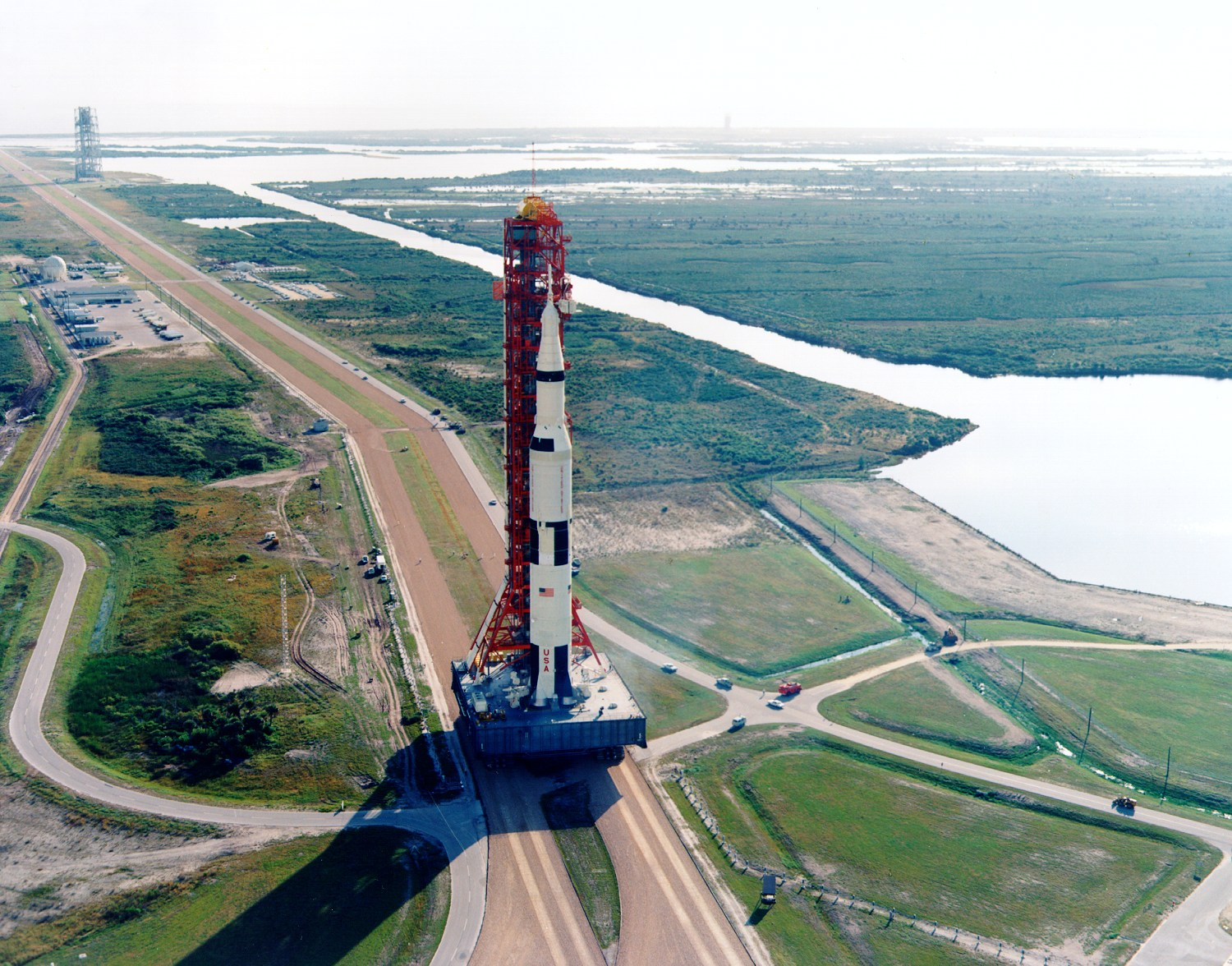
발사대기중인 아폴로 8호
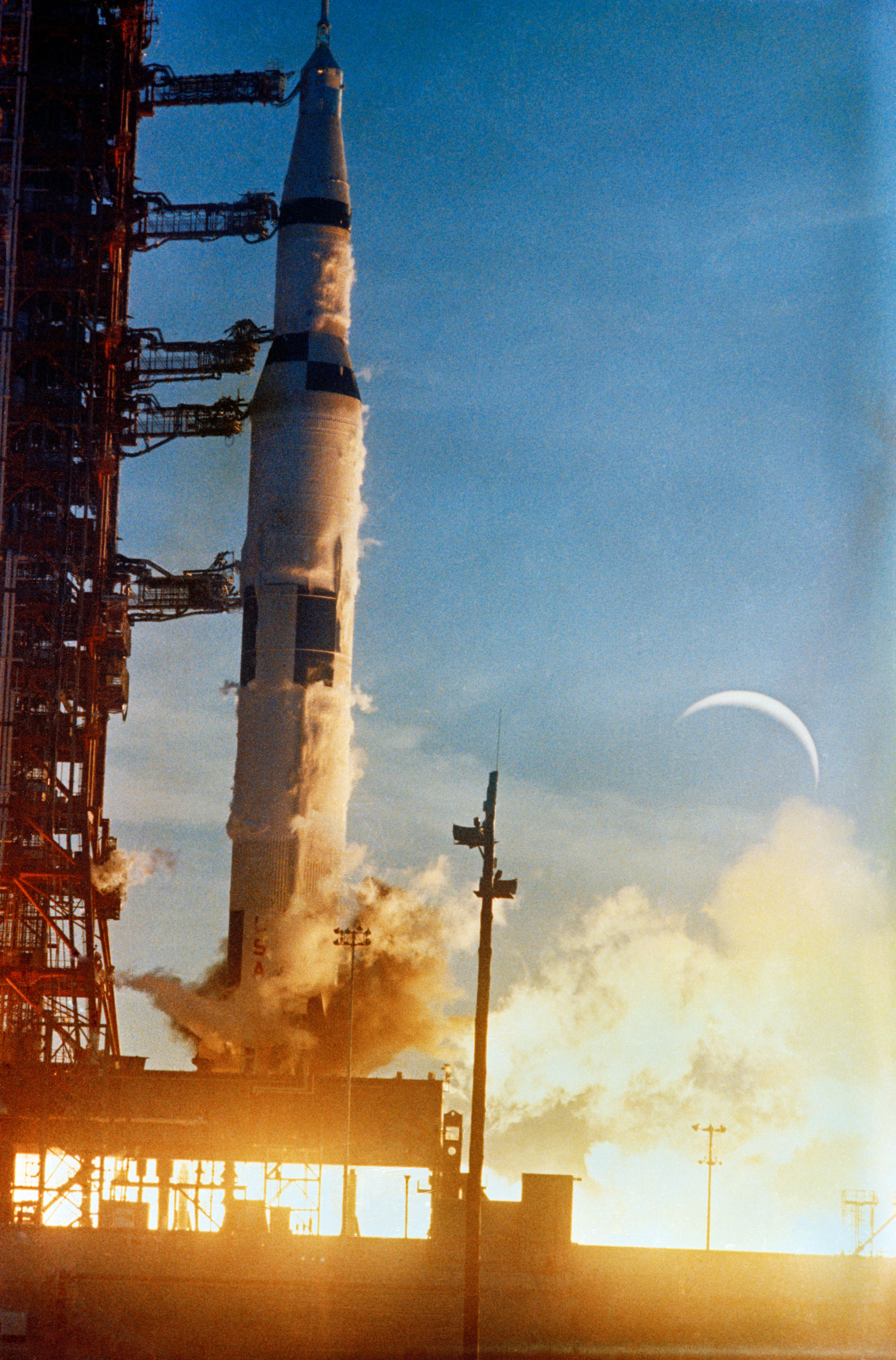
아폴로 8호의 발사
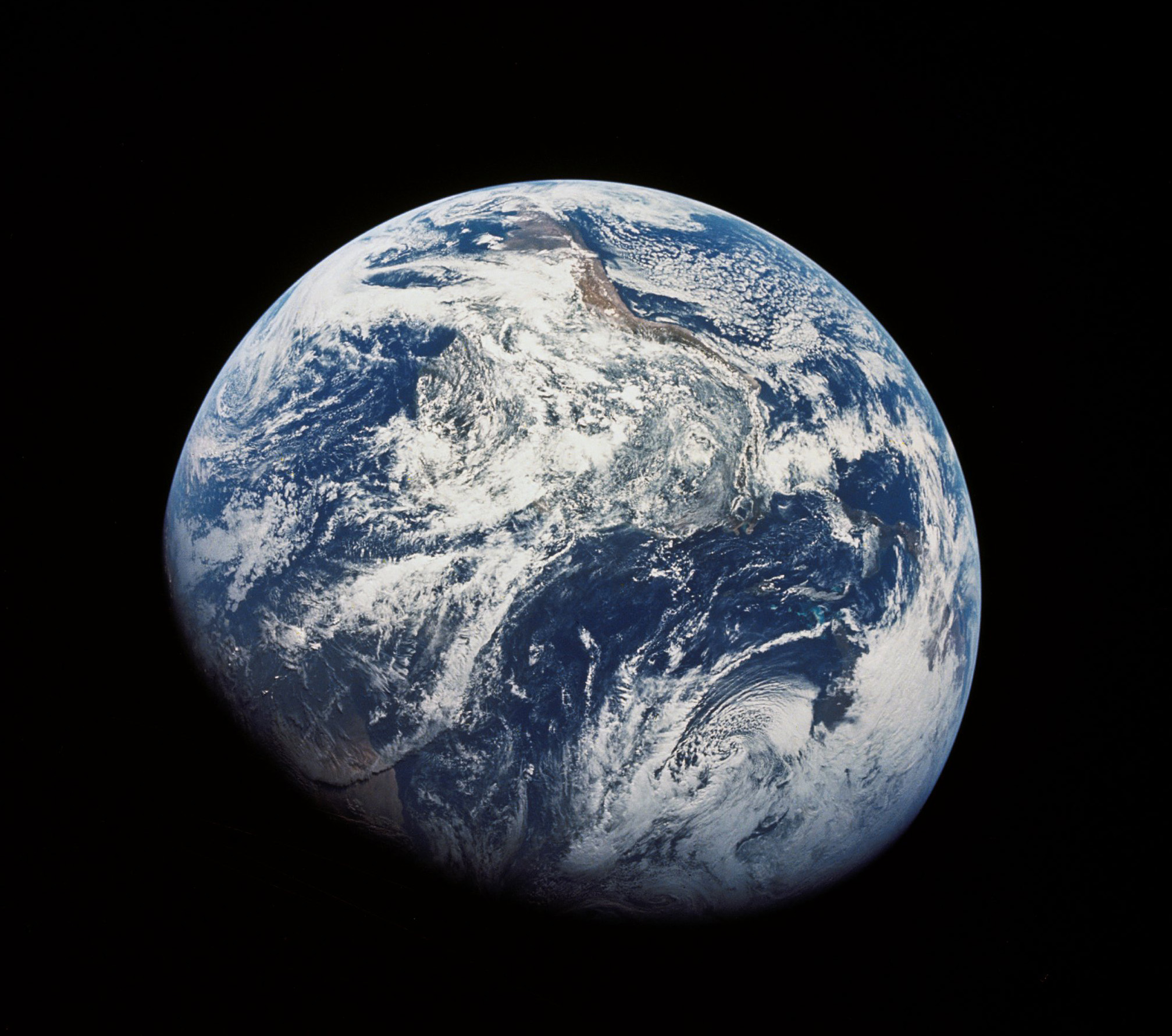
윌리엄 앤더스가 촬영한 지구
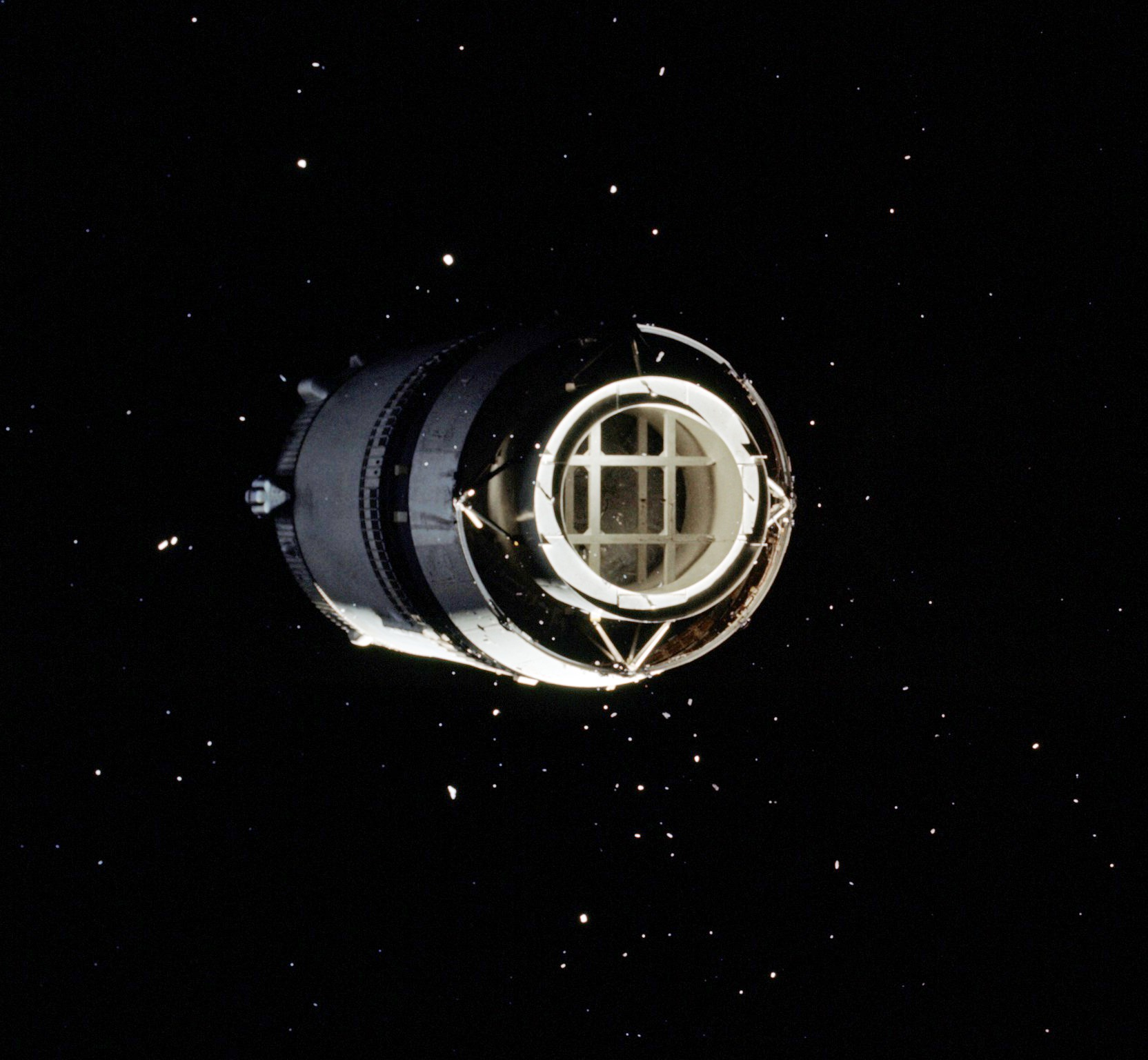
아폴로 8호에서 분리된 새턴 V 로켓의 3단 로켓 S-IVB
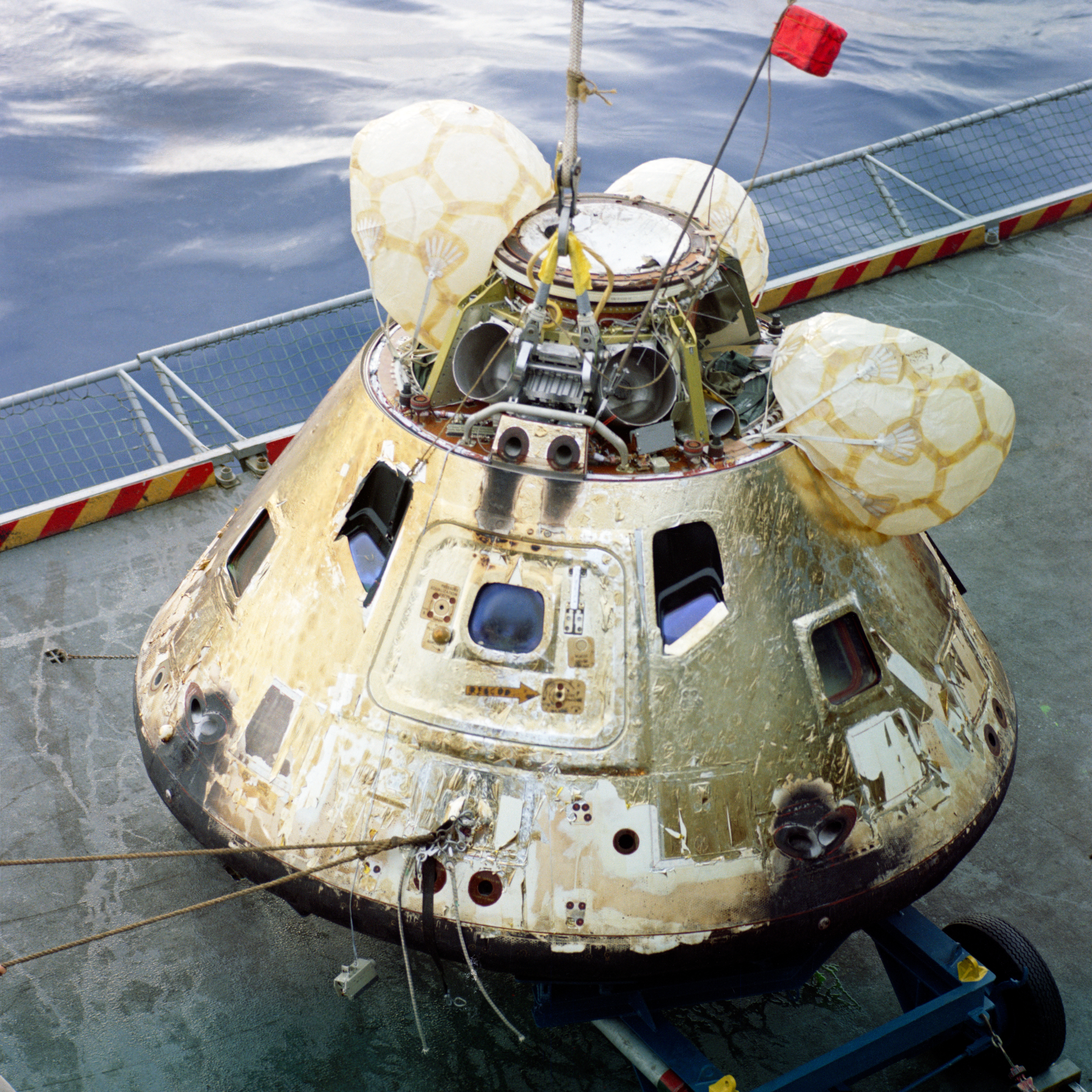
구조된 아폴로 8호의 사령선
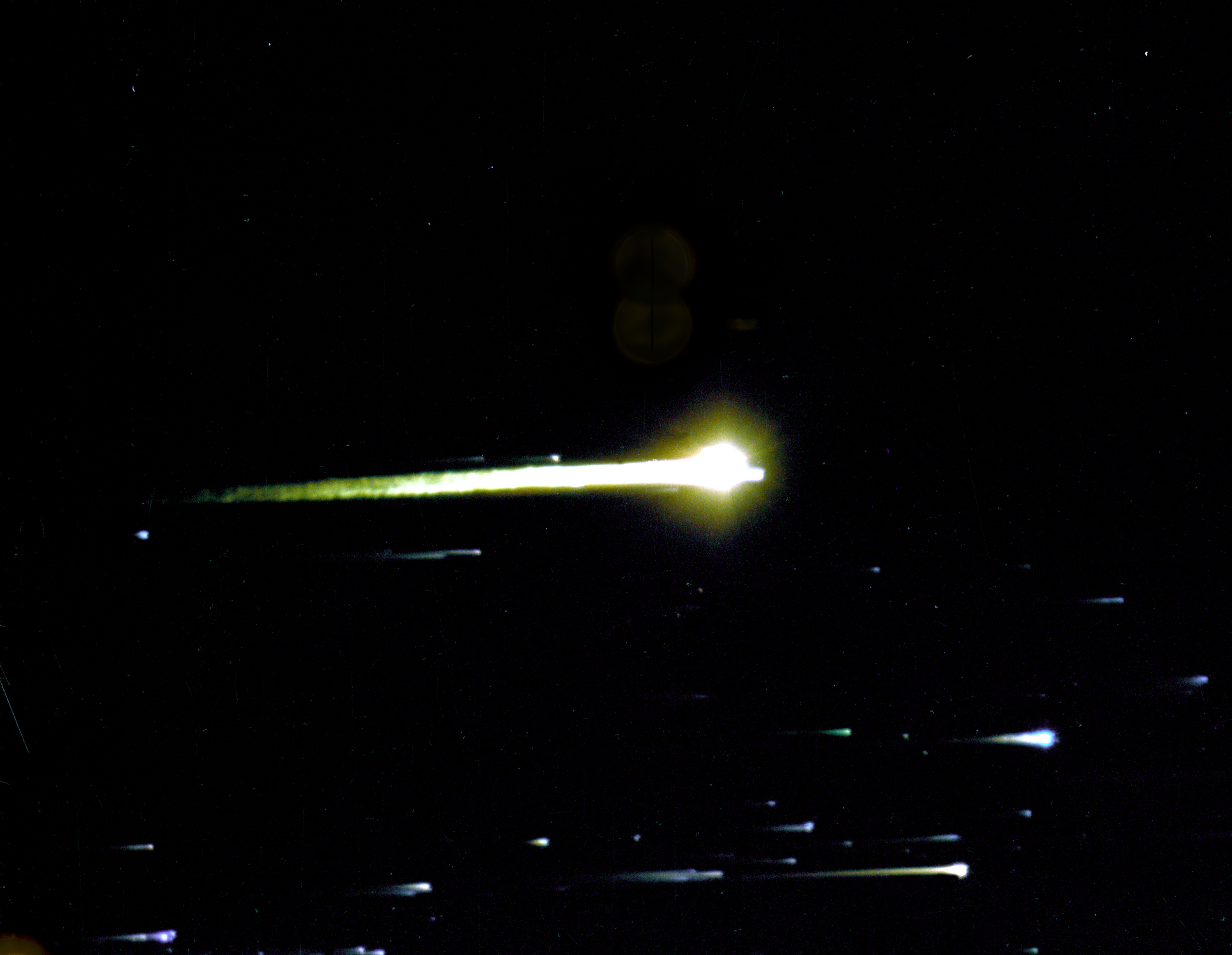
대기권에 재돌입하는 아폴로 8호
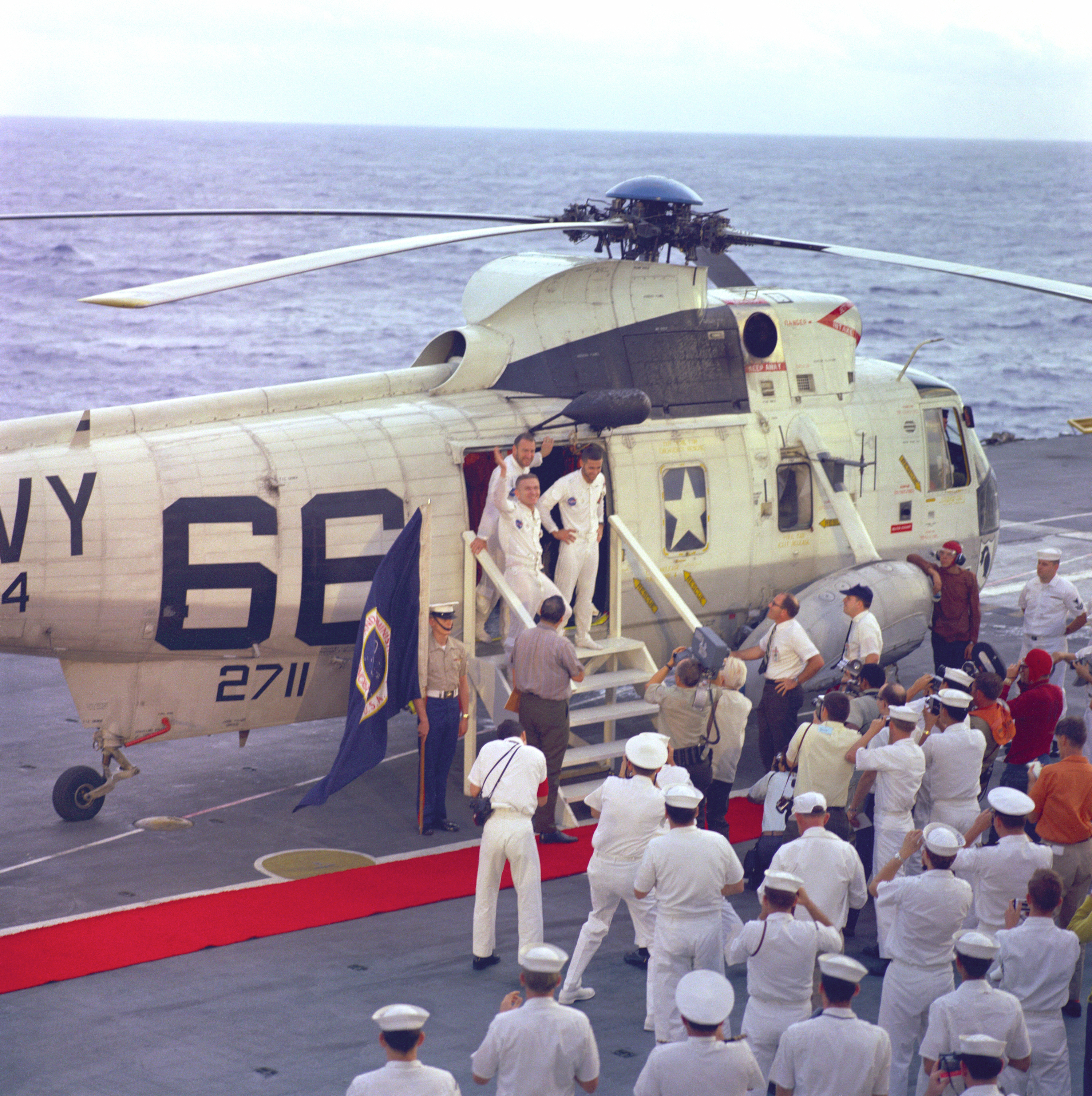
구조된 아폴로 8호의 승무원